# Public Enemy

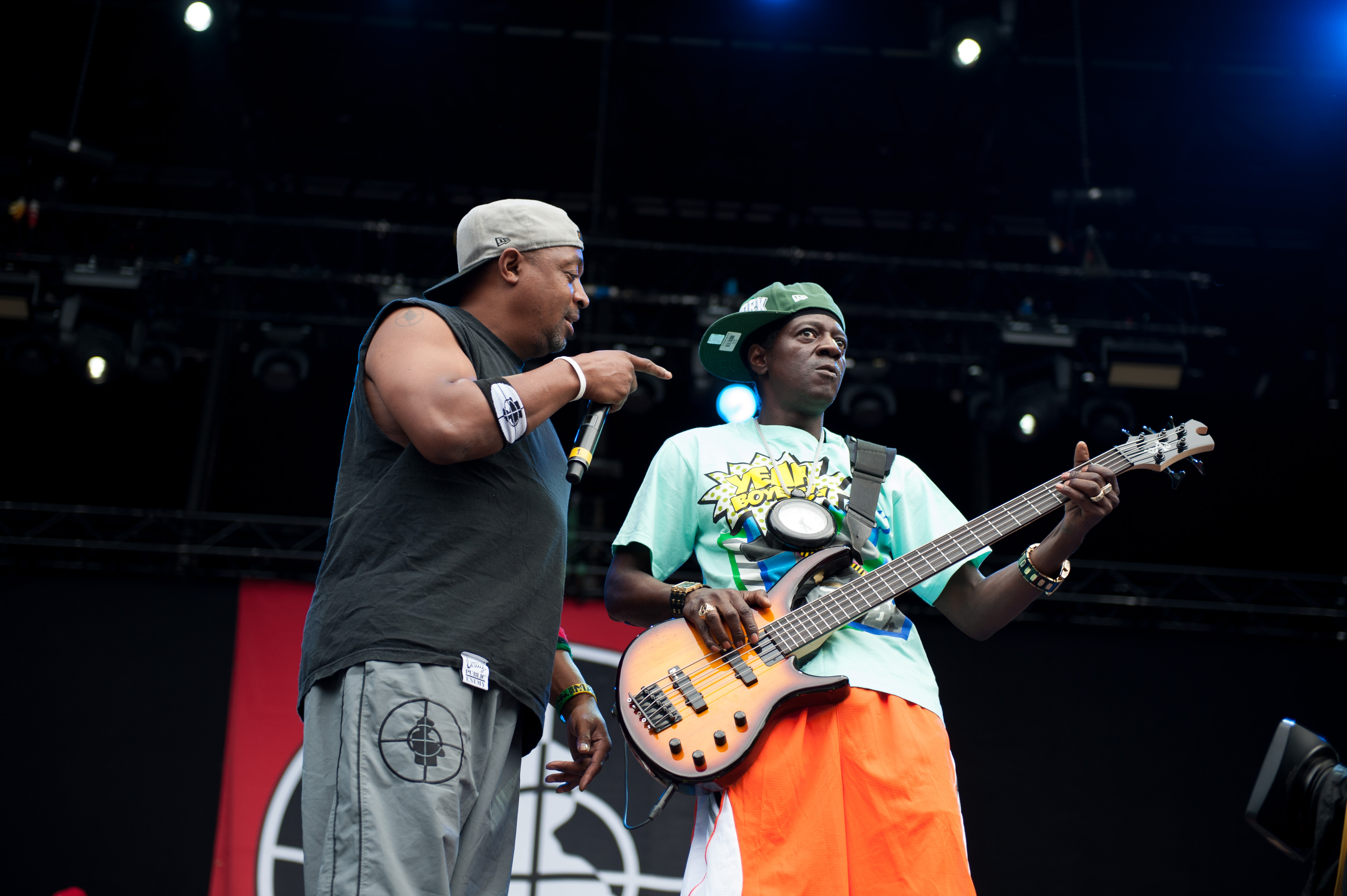
Chuck D och Flavor Flav på Way Out West 2013

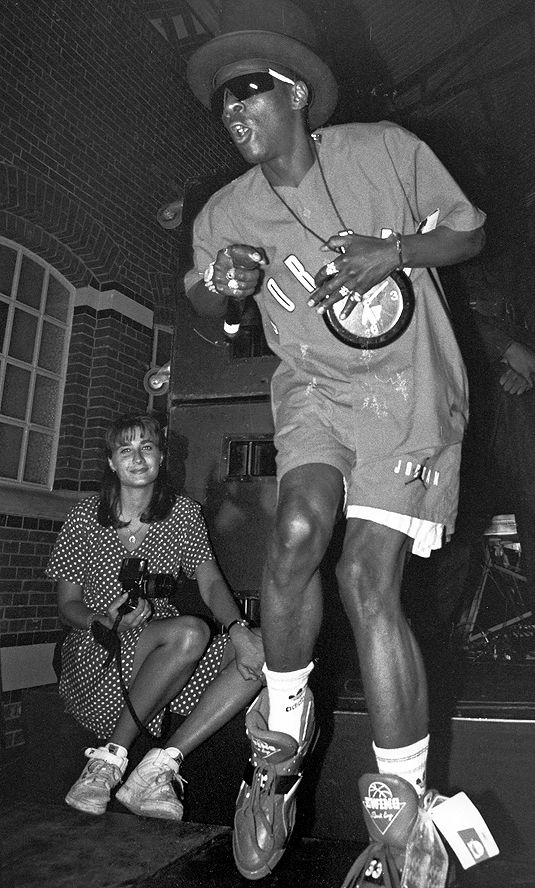
Flavor Flav. Slagthuset i Malmö 1991.

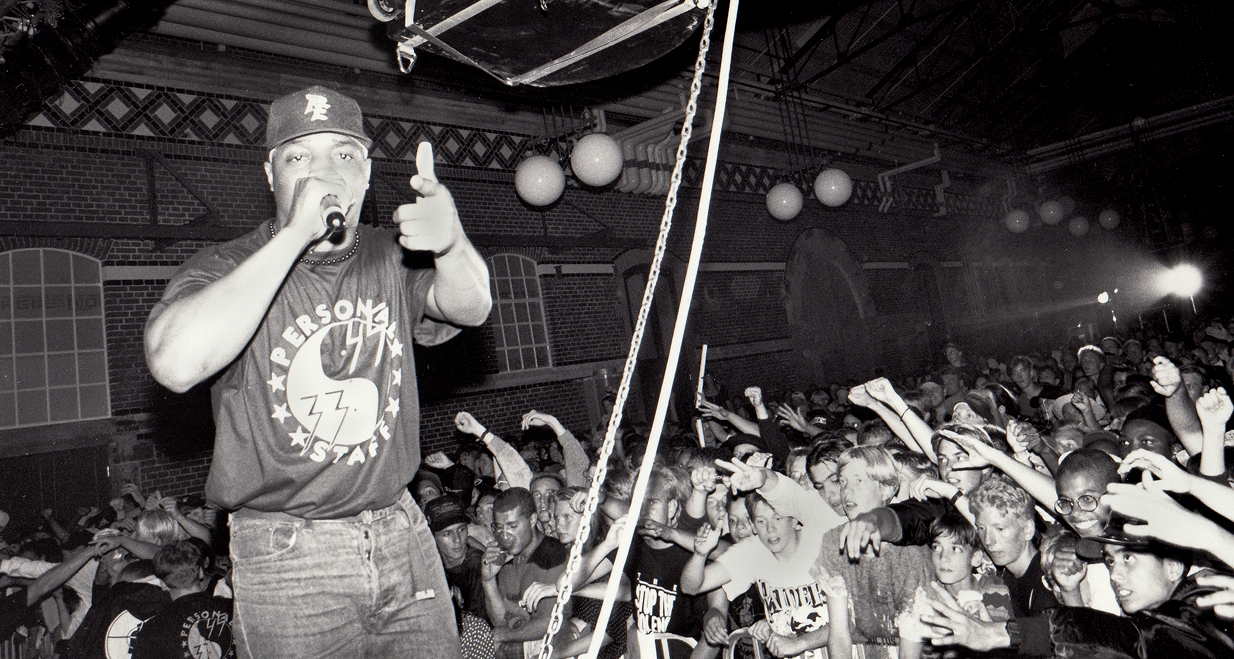
Chuck D. Slagthuset i Malmö 1991

Public Enemy är en amerikansk hiphopgrupp, som bildades 1985 på Long Island i New York. Gruppen har gjort sig kända för sina politiskt laddade låttexter och för sitt engagemang i svarta amerikaners frågor.

## Historia
Public Enemy har sitt ursprung i gruppen Spectrum City som bildades 1985 på Long Island, New York och även hade ett eget program på universitetsradio. Det var på radion som Chuck D och Flavor först möttes. 
Chuck D fick erbjudande om att skriva kontrakt med det nybildade skivbolaget Def Jam, som från början ville ha honom som en soloakt. Chuck kom istället med förslaget att ombilda det tidigare bandet till en ny, med estetik och scenframförande direkt hämtade från 60- och 70-talets militanta svarta medborgarrättsrörelse. 
Gruppen blev komplett i och med att Professor Griff och några av The S1Ws – Security of the First World tillkom – en barndomsvän till Chuck D och dennes säkerhetsvakt-styrka, starkt influerade av Svarta Pantrarna och Nation of Islam. Nu tog även producentgänget The Bomb Squad form.
Deras debut kom först 1987 med Yo! Bum Rush The Show, där första singeln Public Enemy #1 var en tre år gammal Spectrum City-inspelning. Denna låt fick ge namn åt bandet bland annat eftersom deras tidigare namn ansågs för förknippat med radioshowen. 
Året därpå släpptes It Takes a Nation of Millions to Hold Us Back, som var mycket mer politisk och bland både bandets fans och musikkritiker anses vara deras bästa skiva. Skivan Fear of a Black Planet, som kom 1990 och har en något mindre militant framtoning, är Public Enemys mest framgångsrika skiva. Den innehåller singlarna 911 is a Joke, som kritiserade larmcentralernas svarstid vid utryckning till områden med svart majoritet, och Fight the Power, som räknas som en av de mest inflytelserika sångerna i hiphopens historia.
Public Enemy har genom att röra sig genreöverskridande varit del i det som i dag kallas crossovermusik, bland annat en nyinspelning av låten "Bring the Noise" från 1991, från ett samarbete med thrash metal-bandet Anthrax. De två banden turnerade framgångsrikt tillsammans, och på scen yttrade Flavor Flav orden They said this tour would never happen (”De sa att den här turnén aldrig skulle hända”), en anspegling på det osannolika att dessa två genrer skulle fungera tillsammans och resultatet vinna sådan popularitet. Deras framgångar tros ha banat väg för band som Rage Against the Machine, Linkin Park och Limp Bizkit.

## Gruppmedlemmar
- Chuck D – frontfigur, textförfattare, rappare och grafiker.
- Flavor Flav – textförfattare, rappare.
- Professor Griff – S1W-ledare, roddare, rappare, producent, batterist på scen.
- DJ Lord – DJ (sen 1999)
- DJ Johnny Juice – DJ i studio, producent.

### Tidigare medlemmar
- Terminator X – DJ, producent.
- Sister Souljah – roll motsvarande Professor Griff

### The Bomb Squad
The Bomb Squad är en produktionsgrupp starkt kopplade till bandet och ofta räknade som en del av Public Enemy. De har även producerat åt bland annat Ice Cube och Slick Rick samt släppt egna låtar. Medlemsuppsättningen varierar för olika produktioner och framföranden.
- Hank Shocklee
- Bill Stephany
- Keith Shocklee
- Eric ”Vietnam” Sadler
- Gary G-Wiz
- Chuck D. (Under namnet Carl Ryder)

## Diskografi

### Studioalbum
- 1987 – Yo! Bum Rush the Show
- 1988 – It Takes a Nation of Millions to Hold Us Back
- 1990 – Fear of a Black Planet
- 1991 – Apocalypse 91... The Enemy Strikes Black med sången By The Time I Get To Arizona
- 1994 – Muse Sick-n-Hour Mess Age
- 1998 – He Got Game (Soundtrack till filmen med samma namn av Spike Lee)
- 1999 – There's a Poison Goin' On
- 2002 – Revolverlution
- 2005 – Power to the People and the Beats: Public Enemy's Greatest Hits
- 2005 – New Whirl Odor
- 2006 – Rebirth of a Nation
- 2007 – How You Sell Soul to a Soulless People Who Sold Their Soul?
- 2012 – Most of My Heroes Still Don't Appear on No Stamp
- 2012 – The Evil Empire of Everything

### Övrigt
- 1989 – Fight the Power...Live!
- 1992 – Greatest Misses 1986-1992
- 1999 – BTN 2000